# Mandlau
Mandlau ist ein Gemeindeteil der Stadt Pottenstein im Landkreis Bayreuth (Oberfranken, Bayern). Mandlau liegt in der Gemarkung Haßlach.

## Lage
Der Weiler liegt in der Fränkischen Schweiz auf freier Flur, knapp 3 km nordöstlich von Pottenstein an der Kreisstraße BT 26.

## Geschichte
Der Ort wurde 1402 als „Mandlau“ erstmals urkundlich erwähnt. In einer Urkunde, die zwischen 1398 und 1421 entstand, hieß der Ort „Mantlach“. Der Ortsname kommt von dem mittelhochdeutschen Wort Mantel für Föhre und bedeutet in etwa Föhrenwäldchen. Im Dreißigjährigen Krieg richteten 1631 protestantische Reiter große Verwüstungen an.
Der Gemeindeteil der ehemaligen Gemeinde Haßlach wurde im Zuge der Gemeindegebietsreform zusammen mit seinem Hauptort im Jahr 1972 nach Pottenstein eingegliedert.